# صندوق الصراع والاستقرار والأمن
أنشأت الحكومة البريطانية صندوق الصراع والاستقرار والأمن في 1 أبريل 2015، ليحل محل تجمع منع الصراع السابق. وهو مجموعة من الأموال، تزيد عن مليار جنيه إسترليني سنويًا، لمعالجة الصراع وعدم الاستقرار في الخارج. وهو جزء من المساعدة الإنمائية الرسمية للحكومة.
يشرف مجلس الأمن القومي على الصندوق، في حين أن تجمع منع الصراع السابق كان يخضع لسيطرة مشتركة من قبل وزارة التنمية الدولية ووزارة الدفاع ووزارة الخارجية وشؤون الكومنولث. مستشار الأمن القومي هو المسؤول الأول عن الصندوق.
يدعم الصندوق إستراتيجية بناء الاستقرار في خارج المملكة المتحدة واستراتيجية الأمن القومي والدفاع الاستراتيجي ومراجعة الأمن. يمول الصندوق مجموعة واسعة من الأنشطة للمساعدة في منع الصراع الذي يؤثر على الأشخاص المعرضين للخطر في أفقر دول العالم، ومعالجة التهديدات للأمن والمصالح البريطانية من عدم الاستقرار في الخارج. ويشمل ذلك الإجراءات التي تقدمها المملكة المتحدة بشكل مباشر أو من خلال أطراف ثالثة للمساعدة في منع الصراع وعدم الاستقرار، ودعم المصالحة بعد الصراع.
يتم تحديد أولويات الصندوق من قبل مجلس الأمن القومي التابع للحكومة،  لضمان اتباع نهج أقوى عبر الإدارات يعتمد على تآزر الدفاع والدبلوماسية والمساعدة الإنمائية والأمن والاستخبارات. وهو مصمم لتمكين الحكومة البريطانية من معالجة الأسباب الجذرية للنزاع في الخارج من خلال برامج وطنية وإقليمية مختلفة، بما في ذلك، تطوير التدريب في مجال حقوق الإنسان، وتعزيز الشرطة المحلية والقضاء، وتسهيل المصالحة السياسية وعمليات السلام المحلية.

## تاريخ
عندما تم إنشاء الصندوق، تم تحويل غالبية تمويله، 823 مليون جنيه إسترليني من أصل 1033 مليون جنيه إسترليني، من ميزانية وزارة التنمية الدولية إلى الصندوق، والتي كانت 739 مليون جنيه إسترليني منها تُدار من قبل وزارة الخارجية وشؤون الكومنولث و42 مليون من وزارة الدفاع. ذكرت سياسة المعونة البريطانية لعام 2015 أنه سيتم زيادة الصندوق إلى 1.3 مليار جنيه إسترليني بحلول عام 2019/20. كانت الأموال المتاحة من خلال تجمع النزاعات السابق 180 مليون جنيه إسترليني في 2014/15، لذلك كانت هناك زيادة كبيرة جدًا في التمويل في هذا المجال مع إنشاء صندوق الصراع والاستقرار والأمن.
في عام 2016، صرح السير مارك ليال جرانت، مستشار الأمن القومي، بأن الدول الثلاث التي تم إنفاق معظم الأموال عليها كانت أفغانستان (90 مليون جنيه إسترليني)، سوريا (60 مليون جنيه إسترليني) والصومال (32 مليون جنيه إسترليني)، وأن الصندوق لديه مشاريع في أكثر من 40 دولة. ترتبط منطقة الإنفاق الرئيسية بالحرب الأهلية السورية،  بما في ذلك التعاقد مع متعاقدين من القطاع الخاص لتقديم "اتصالات إستراتيجية ودعم العمليات الإعلامية للمعارضة المسلحة السورية المعتدلة" - التي توصف بأنها تدير بشكل أساسي "المكتب الصحفي "للجيش السوري الحر". يتم تمويل الوكالة المشتركة بين الإدارات الخاصة بوحدة تحقيق الاستقرارمن قبل الصندوق 
نُشر التقرير السنوي الأول للصندوق في يوليو 2017، تحت رعاية مستشار الأمن القومي الجديد، مارك سيدويل، والذي يغطي السنة المالية 2016/2017. وذكر أن أكبر خمسة برامج قطرية للصندوق من أصل 70 كانت: أفغانستان (90 مليون جنيه إسترليني)، سوريا (64 مليون جنيه إسترليني)، الصومال (33.5 مليون جنيه إسترليني)، الأردن (25.3 مليون جنيه إسترليني) ولبنان (24 مليون جنيه إسترليني). كان الإنفاق في الأردن ولبنان مرتبطًا إلى حد كبير بتدفق اللاجئين من الحرب الأهلية السورية. يذكر التقرير أنه سيتم نشر المزيد من التفاصيل خلال السنة المالية التالية.

## لجنة تحقيق إستراتيجية الأمن الوطني 2017
أطلقت اللجنة المشتركة لاستراتيجية الأمن القومي تحقيقًا لفحص صندوق الصراع والاستقرار والأمن في مايو 2016. في 2 تشرين الثاني (نوفمبر) 2016، انتقد اللورد ماكونيل حقيقة عدم وجود إستراتيجية عامة محدثة للصندوق، حيث لم يتم تحديث إستراتيجية بناء الاستقرار في الخارج لعام 2011. في تشرين الثاني (نوفمبر) 2016، طلبت اللجنة المشتركة المعنية بالتحقيق في إستراتيجية الأمن القومي من السير مارك ليال غرانت، مستشار الأمن القومي لرئيس الوزراء، الكشف عن تفاصيل إنفاق الصندوق. جاء ذلك في أعقاب القلق في وسائل الإعلام من أن الصندوق كان يتسبب في إنفاق المزيد من ميزانية المساعدة البريطانية على أهداف الدفاع والسياسة الخارجية.
وأصدر التحقيق تقريره في 6 شباط 2017. رفضت الحكومة الكشف عن الدول التي كانت تتلقى أموالاً بموجب الصندوق، ولم يتم الكشف إلا عن عدد صغير من المشاريع الفردية. وذكرت الحكومة أن بعض المشاريع يجب أن تبقى سرية لأسباب أمنية. وأفادت اللجنة بأن أهداف الصندوق وإنجازاته غامضة ويفتقر إلى المساءلة. وذكرت اللجنة أن «هناك خطر من أن يتم استخدام صندوق الصراع والاستقرار والأمن باعتباره» صندوق رشوة«للمشاريع التي قد تكون جديرة بالاهتمام، ولكنها لا تلبي بشكل جماعي احتياجات الأمن القومي البريطاني». ووجهت انتقادات خاصة لوزارة الخارجية وشؤون الكومنولث، بسبب افتقارها إلى الخبرة في مجال المشتريات وفهمها القديم للأسباب السياسية للنزاع المسلح. وخلصت اللجنة إلى أنها لا تستطيع «توفير المساءلة البرلمانية عن أموال دافعي الضرائب التي يتم إنفاقها عبر الصندوق». وأوصت بأن يكون وزيرًا واحدًا في مكتب مجلس الوزراء مسؤولاً عن إنفاق الصندوق.
في عام 2017، بدأت الهيئة المستقلة لتأثير المساعدات في مراجعة إطار دعم الصندوق، ومن المقرر صدور التقرير النهائي في ربيع 2018.

## روابط خارجية
- صندوق الصراع والاستقرار والأمن: نظرة عامة
- صندوق الصراع والاستقرار والأمن: ملخصات البرنامج